# Liste der Abgeordneten des Landtags des Herzogtums Anhalt 1865–1872
Diese Liste nennt die Abgeordneten des Landtags des Herzogtums Anhalt 1865 bis 1872.
Der Landtag des Herzogtums Anhalt bestand gemäß Landschaftsordnung vom 18. Juli/31. August aus 36 Abgeordneten. Die sechsjährige Wahlperiode begann am 4. Dezember 1865.

## Liste
| Kurie         | Name                        | Bemerkung                                             |
| ------------- | --------------------------- | ----------------------------------------------------- |
| Ritterschaft  | Otto Ernst von Trotha       | auf Gänsefurth, Kammerherr, Landrat, Unterdirektor    |
| Ritterschaft  | Hermann von Kalitsch        | zu Polenzko, Kammerherr, Landrat                      |
| Ritterschaft  | Adolph von Braunbehrens     | zu Giersleben, Regierungsvizepräsident a. D., Landrat |
| Ritterschaft  | Rudolph von Davier          | zu Reeken, Hauptmann a. D., Stiftsdirektor            |
| Ritterschaft  | Anton von Krosigk           | zu Rathmannsdorf, Kammerherr                          |
| Ritterschaft  | Friedrich Wolf von Trotha   | zu Hecklingen, Kammerherr                             |
| Ritterschaft  | Erich von Krosigk           | zu Rathmannsdorf, Kammerherr                          |
| Ritterschaft  | Alfred von Lattdorff        | zu Klieken, Kammerherr                                |
| Ritterschaft  | Freiherr Adolph von Salmuth | zu Ballenstedt                                        |
| Ritterschaft  | Freiherr Heinrich von Ende  | zu Alt-Jeßnitz, Hauptmann a. D. und Stiftsdirektor    |
| Ritterschaft  | Otto von Biedersee          | zu Ilberstedt                                         |
| Ritterschaft  | Steintopf                   | Amtsrat, Rittergutsbesitzer zu Bullenstedt            |
| Städte        | Franz Medicus               | Oberbürgermeister in Dessau                           |
| Städte        | Alfred Joachimi             | Oberbürgermeister in Köthen                           |
| Städte        | Eduard Kuhnemann            | Oberbürgermeister in Zerbst                           |
| Städte        | August Oelze                | Oberbürgermeister in Bernburg                         |
| Städte        | Bernhard Hooijer            | Kaufmann in Dessau                                    |
| Städte        | August Hünicke              | Kaufmann in Zerbst                                    |
| Städte        | Christoph Oehlmann          | Amtmann in Köthen                                     |
| Städte        | Dr. Albert Bolze            | Rechtsanwalt in Bernburg                              |
| Städte        | David Trolldenier           | Bürgermeister in Ballenstedt                          |
| Städte        | Friedrich Franke            | Bürgermeister in Gernrode                             |
| Städte        | Otto Kindscher              | Stiftssekretär und Rechtsanwalt in Dessau             |
| Städte        | Albert Lezius               | Rechtsanwalt in Köthen                                |
| Landgemeinden | Friedrich Günther           | Erbrichter in Hinsdorf                                |
| Landgemeinden | Christoph Krüger            | Ortsschulze in Ziebigk bei Dessau                     |
| Landgemeinden | Anton Koch                  | Ortsschulze in Kleckwitz                              |
| Landgemeinden | Georg Luther                | Landrichter und Ortsschulze in Mehringen              |
| Landgemeinden | Wilhelm Walther             | Landrichter und Ortsschulze in Breesen                |
| Landgemeinden | Lebrecht Poetsch            | Ortsschulze in Edderitz                               |
| Landgemeinden | Gottlieb Hermann            | Ortsschulze in Mühlstedt                              |
| Landgemeinden | Peter Zähle                 | Ortsschulze in Eichholz                               |
| Landgemeinden | Andreas Reinicke            | Ortsschulze in Baalberge                              |
| Landgemeinden | Christian von der Heyden    | Ortsschulze in Frose                                  |
| Landgemeinden | Friedrich Blotzfeld         | Ortsschulze in Schielo                                |
| Landgemeinden | Friedrich Schulze           | Lehnschulze in Möllensdorf                            |

## Präsidium und Landtagsausschuss
Parlamentspräsident war Otto Ernst von Trotha, stellvertretender Parlamentspräsident Franz Medicus.
Der Landtagsausschuss bestand aus 9 Abgeordneten:
- Ritterschaft: Otto Ernst von Trotha, Hermann von Kalitsch, Adolph von Braunbehrens
- Städte: Franz Medicus, Alfred Joachimi, August Oelze
- Landgemeinden: Friedrich Günther, Georg Luther, Christian von der Heyden